# Long Tall Sally (EP)
Long Tall Sally (englisch Lange große Sally) ist eine am 19. Juni 1964 veröffentlichte EP der britischen Rockband The Beatles. Es war die fünfte EP der Beatles, die auf Parlophone (Katalognummer GEP 8913) veröffentlicht wurde und die erste EP, die bis dato unveröffentlichte Lieder enthielt. Die EP erschien ausschließlich in Mono.

## Hintergrund
Die Veröffentlichung der EP Long Tall Sally erfolgte im Zeitraum zwischen dem Erscheinen der sechsten Single der Beatles im März 1964 und der Premiere ihres ersten Spielfilms Yeah! Yeah! Yeah! im Juli 1964. Can’t Buy Me Love war im März 1964 auf den Markt gekommen und war nicht nur in Großbritannien, sondern auch in den USA ein weiterer Nummer-eins-Hit. Die Dreharbeiten für den ersten Spielfilm hatten von Anfang März 1964 bis Ende April 1964 gedauert.
Am 2. Juli 1964 stieg die EP auf Platz 2 der EP-Charts ein, in der folgenden Woche übernahm sie den ersten Platz, den sie sechs Wochen lang halten konnte. Insgesamt hielt sich Long Tall Sally 37 Wochen in den EP-Charts, davon 23 Wochen in den Top-5. In den Singles-Charts kam die EP bis auf Platz 14 im Melody Maker und bis auf Platz 11 im New Musical Express (NME).

## Covergestaltung
Das Foto des Covers stammt von Robert Freeman. Auf der Rückseite des Covers ist ein Begleittext von Derek Taylor, dem Pressesprecher der Beatles, abgedruckt.
In Deutschland wurde die EP im August 1964 (Katalognummer: Odeon O 41638) mit einem anderen Cover veröffentlicht.

## Titelliste
Erstmals erschien eine EP, die für britische Käufer ausschließlich neues Material enthielt. Außerdem war es die erste EP auf der Ringo Starr als Sänger in Erscheinung trat. In den USA verteilte Capitol Records die vier Stücke auf zwei Alben. Die Lieder von Seite 1 der EP wurden für The Beatles’ Second Album verwendet, die Lieder von Seite 2 für Something New.
Für die Zusammenstellung der EP griffen die Beatles auf drei klassische Rock-’n’-Roll-Stücke zurück, die zu ihrem frühen Live-Repertoire gehörten. Dazu kam eine frühe Lennon-Komposition, die zuvor von einem anderen Künstler veröffentlicht worden war und für diese EP erstmals von den Beatles eingespielt wurde.
Seite 1
1. Long Tall Sally (Enotris Johnson, Robert Blackwell, Richard Penniman) – 2:03
Erste Veröffentlichung in Großbritannien, in den USA zuvor am 10. April 1964 auf dem Capitol-Album The Beatles’ Second Album erschienen. Gesungen wurde das Lied von Paul McCartney. Dieses Lied, das im Original von Little Richard im März 1956 veröffentlicht wurde, gehörte zum Live-Repertoire der Beatles. Die Aufnahme entstand am 1. März 1964, wobei es gelang, gleich im ersten Take die perfekte Version zu erreichen, sodass keine weiteren Versuche erforderlich waren.[2]
2. I Call Your Name (Lennon/McCartney) – 2:09
Erste Veröffentlichung in Großbritannien, in den USA zuvor am 10. April 1964 auf dem Capitol-Album The Beatles’ Second Album erschienen. Dieses von John Lennon geschriebene und gesungene Stück entstand seiner Erinnerung nach noch vor den Beatles und zählt damit zu seinen frühesten Stücken. Das Stück erschien zunächst in einer Version von Billy J. Kramer & the Dakotas, die es am 26. Juli 1963 als B-Seite der Lennon/McCartney-Komposition Bad to Me veröffentlichten. Ebenfalls am 1. März 1964 aufgenommen.

Seite 2
1. Slow Down (Larry Williams) – 2:56
Erstmals veröffentlicht auf dieser EP, aufgenommen am 1. Juni 1964. Produzent George Martin spielte das Klavier. In den USA am 20. Juli 1964 auf dem Capitol-Album Something New erschienen. Sänger war John Lennon. Bereits im Hamburger Star-Club gehörte diese Komposition zum Live-Repertoire der Beatles. Auch bei einem ihrer BBC-Radioauftritte hatte die Gruppe das Lied vorher einmal gespielt. Diese Fassung erschien 1994 auf dem Album Live at the BBC.
2. Matchbox (Carl Perkins) – 1:58
Erstmals veröffentlicht auf dieser EP, aufgenommen am 1. Juni 1964 in Anwesenheit von Carl Perkins, der allerdings nicht aktiv beteiligt war.[3] In den USA am 20. Juli 1964 auf dem Capitol-Album Something New erschienen. Ringo Starr übernahm den Gesang bei dieser Coverversion eines Carl-Perkins-Stücks aus dem Jahr 1957. Zuvor hatten die Beatles das Stück bei zwei ihrer BBC-Radioauftritte gespielt. Eine dieser Aufnahmen erschien ebenfalls 1994 auf dem Album Live at the BBC. Auch während des Engagements im Hamburger Star-Club 1962 gehörte es zum Programm der Band. Dort sang allerdings John Lennon den Titel.

## Wiederveröffentlichungen
Die EP Long Tall Sally wurde bis in die 1970er Jahre gepresst. Im Dezember 1981 erschien die EP als Teil des Boxsets The Beatles E.P.s Collection, das alle britischen EPs enthielt. Am 26. Mai 1992 erschien dieses Set mit dem leicht geänderten Titel The Beatles Compact Disc EP. Collection als CD-Ausgabe.
Bis zum Jahr 1976 waren die Lieder der EP in Großbritannien nicht auf einem Album erhältlich. Erst mit der Veröffentlichung der Kompilation Rock ’n’ Roll Music änderte sich das. Auf dieser Zusammenstellung gab es die Titel auch erstmals in Stereoabmischungen zu hören. Die Monoversionen waren 1979 auf der Zusammenstellung Rarities enthalten. Auf CD erschienen die Lieder erstmals 1988 auf dem Album Past Masters · Volume One. 
Eine weitere Wiederveröffentlichung erfolgte im November 2014 im Rahmen des Record Store Day. Das Mastering wurde in den Abbey Road Studios durchgeführt. Basis des Mastering waren die originalen analogen Tonbänder.